# エムトゥーメイ
エムトゥーメイ (Mtume) は、ファンクとソウルのグループであり、1980年代初期に有名になり、そのキャリアの間にR&Bヒットを何度か手中にした。創設者で、元パーカッショニストであるジェームズ・エムトゥーメは、1970年代初頭にマイルス・デイヴィスと演奏し、ツアーを行った。グループの他のメンバーには、レジー・ルーカス、フィリップ・フィールド、ボーカリストのタワサ・エイジーが含まれている。エムトゥーメイはまた、ヒット・シングル「Juicy Fruit」が、多くのヒップホップ・アーティストによってサンプリングされたことで、広く認知を得た。とりわけ、ビデオゲーム『グランド・セフト・オート・バイスシティ』でも取り上げられた、ノトーリアス・B.I.G.による1994年のヒット曲「Juicy」が有名である。彼らのアルバム『ユー・ミー・アンド・ヒー』収録の「C.O.D. (I'll Deliver)」は、ビデオゲーム『グランド・セフト・オートIV』で紹介された。

## 略歴
グループのキャリアがスタートした時期に、彼らはStata Eastレーベルのために『アルケブラン -ライヴ・アット・ジ・イースト-』（1972年）という最初の作品を、続いてインディーズ・レーベルのThird Street Recordsのために2枚を加え、『カワイダ』（ジェームズの叔父のKuumba-Toudie Heath名義。日本ではハービー・ハンコック = ドン・チェリー名義、1973年）、『アルケブラン』（1975年）、『回天』（1977年）といった3枚のアルバムを録音した。しかし、ポップチャートやR&Bチャートで成功を見出すことができず、1978年にメジャー・レーベルであるエピック・レコードと契約し、アルバム『キス・ディス・ワールド・グッバイ』（1978年）、および『レインボウ・シーカーズ』（1980年）をリリースした。しかしながら、エムトゥーメイに最大のヒットをもたらしたのは、1983年のアルバム『ジューシー・フルーツ』だった。タイトル曲は、米国のR&Bチャートで8週間にわたってナンバー1に達し、Billboard Hot 100では45位とトップ40にも達さなかったにもかかわらず、RIAAよりゴールド・ディスクを獲得した。
エムトゥーメイの1984年のアルバム『ユー・ミー・アンド・ヒー』は、タイトル曲もR&Bチャートで2位に達し、見事に成功が証明された。彼らの最後のR&Bトップ10ヒットは、最終アルバム『Theatre of the Mind』からの「Breathless」（1986年）であった。エムトゥーメイは、1980年代後半までエピック・レコードで録音を続けた。グループ・メンバーのタワサ・エイジーは、1987年にソロとして活動を始めた。

## その他の成功
エムトゥーメイでの活動と並行して、ジェームズ・エムトゥーメは、多くの場合、エムトゥーメイのバンドメイトであるレジー・ルーカスと一緒に、ステファニー・ミルズのトップ10シングル「燃える恋心 (Never Knew Love Like This Before)」（ベスト・R&B・ソング・ライティングとプロデュースの両方でグラミー賞を受賞）や、ロバータ・フラック & ダニー・ハサウェイによるヒット・シングル「私の気持ち (The Closer I Get to You)」と「Back Together Again」など、さまざまなアーティストのためにいくつかの曲を書いた。
エムトゥーメイ解散後、ジェームズ・エムトゥーメは多くの作品のプロデュースと作曲のキャリアを再開した。これには、映画『バッド・フェロー (A Thin Line Between Love and Hate)』サウンドトラックに収録されたR・ケリーによる「Freak Tonight」の作曲、メアリー・J. ブライジのアルバム『シェア・マイ・ワールド』の共同プロデュースが含まれている。また、ロイ・エアーズやバーケイズをプロデュースし、1990年代のテレビ警察ドラマ『New York Undercover』の音楽やテーマ曲を作曲した。
レジー・ルーカスは（ジョン・"ジェリービーン"・ベニーテスと一緒に）、「ボーダーライン」や「ラッキー・スター」といった楽曲を含むマドンナのファースト・アルバム『バーニング・アップ』の大部分をプロデュースした。
タワサ・エイジーは、後にバックグラウンドシンガーになった。彼女は、スティーリー・ダンの2003年のアルバム『エヴリシング・マスト・ゴー』、エンパイア・オブ・ザ・サンの2013年のアルバム『Ice on the Dune』、レニー・クラヴィッツの2014年のアルバム『ストラット』で歌っている。
フィリップ・フィールドは、グエン・ガスリー、タワサ・エイジー、タイロン・ブランスン、バーケイズ、チャールズ・アーランドなどを含む多くのアーティストのプロデュースや作曲を続けた。彼はロイ・エアーズのアルバム『ユー・マイト・ビー・サプライズド』で共同作曲および共同プロデュースを行い、トニー・ブラクストンのアルバム『Platinum＆Gold Collection』収録の「How Many Ways」を一緒に共同で作曲した。

## ラインナップ
| 1978年–1980年のラインナップ - ジェームズ・エムトゥーメ (James Mtume) - ボーカル、パーカッション、キーボード - ヒューバート・イーヴスIII世 (Hubert Eaves III) - キーボード - タワサ・エイジー (Tawatha Agee) - ボーカル - レジー・ルーカス (Reggie Lucas) - ギター ※2018年死去 - ベイジル・フィアリントン (Basil Fearrington) - ベース - ハワード・キング (Howard King) - ドラム | 1982年–1986年のラインナップ - ジェームズ・エムトゥーメ (James Mtume) - ボーカル、キーボード - タワサ・エイジー (Tawatha Agee) - ボーカル - レイモンド・ジャクソン (Raymond Jackson) - ベース - フィリップ・フィールド (Philip Field) - キーボード、シンセサイザー、シンセサイザー・プログラミング、ボーカル - エド・ムーア (Ed "Tree" Moore) - ギター - レスリー・ミング (Leslie Ming) - ドラム - タイロン・ブランソン（Tyrone Brunson) - ベース |

## ディスコグラフィ

### スタジオ・アルバム
- 『回天』 - Rebirth Cycle (1977年)
- 『キス・ディス・ワールド・グッバイ』 - Kiss This World Goodbye (1978年)
- 『レインボウ・シーカーズ』 - In Search of the Rainbow Seekers (1980年)
- 『ジューシー・フルーツ』 - Juicy Fruit (1983年)
- 『ユー・ミー・アンド・ヒー』 - You, Me and He (1984年)
- Theater of the Mind (1986年)

### シングル
- "Just Funnin" (1978年)
- "Give It On Up (If You Want To)" (1980年)
- "So You Wanna Be A Star" (1980年)
- "Juicy Fruit" (1983年)
- "Would You Like To (Fool Around)" (1983年)
- "Green Light" (1984年)
- "You, Me And He" (1984年)
- "Prime Time" (1984年)
- "C.O.D. (I'll Deliver)" (1984年)
- "Breathless" (1986年)
- "P.O.P. (Pursuits Of Pleasure) Generation" (1986年)
- "Body And Soul (Take Me)" (1987年)